# 웍

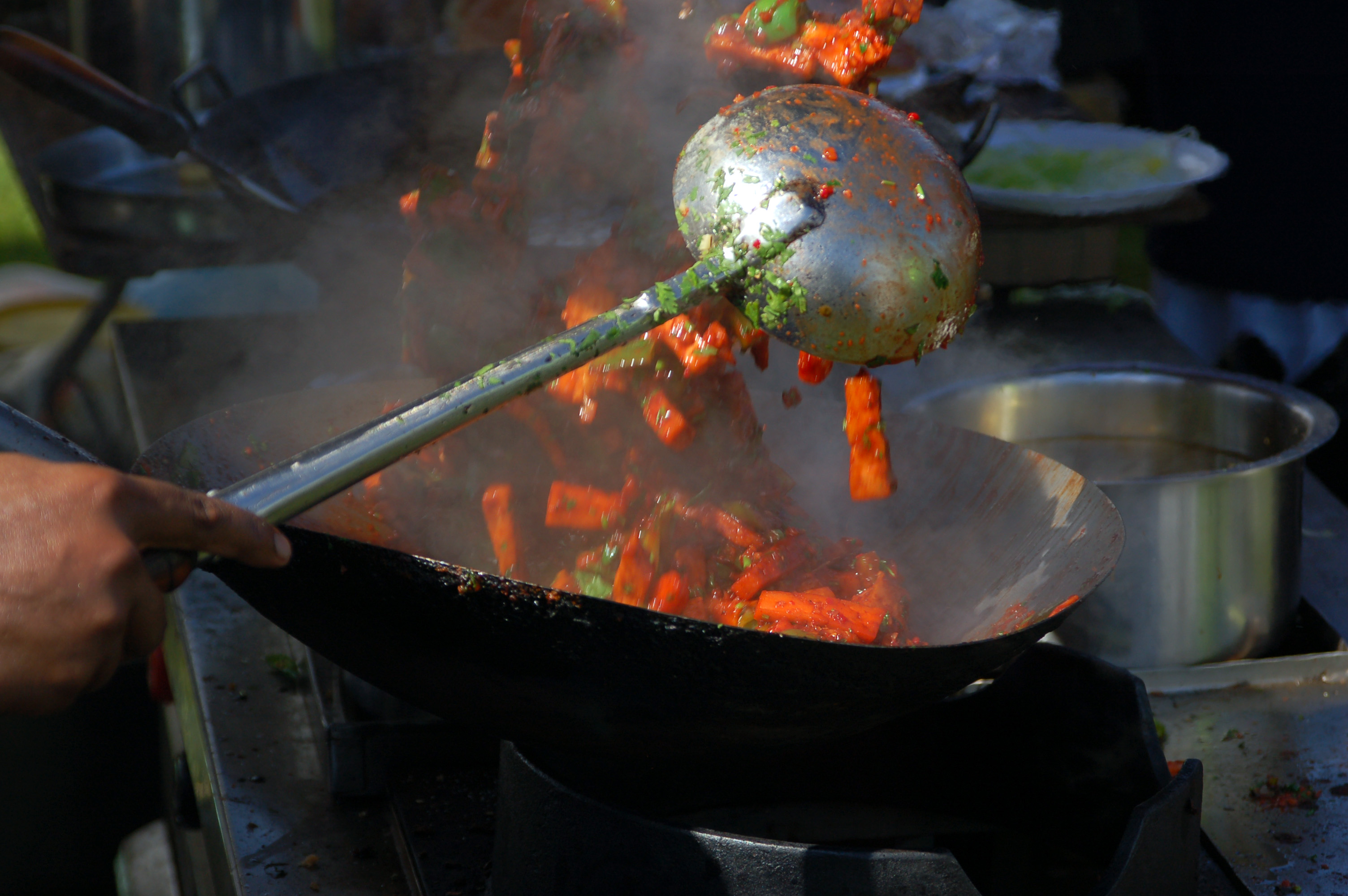
웍으로 요리를 볶는 모습

웍(중국어 간체자: 镬, 정체자: 鑊, 병음: huò, 광둥어: wok, 베트남어: hoạch)은 중국에서 기원한 요리도구로, 커다란 냄비와 솥의 중간에 있는 물건이다. 중국을 비롯한 동아시아 및 동남아시아에서, 매우 대중적인 요리도구이며, 오늘날에는 전세계적으로 사용되고 있다.
웍은 볶기, 찌기, 지짐, 튀김, 졸이기, 끓이기, 찌개, 그슬기, 훈제 등 온갖 방법의 조리법에 사용될 수 있다.

## 같이 보기
- 중국 요리